# ホバート国際空港
ホバート国際空港（英名：Hobart International Airport）は、オーストラリア連邦タスマニア州の州都ホバート随一の旅客・貨物空港である。ホバート東方20 kmのケンブリッジ, タスマニア州に位置する。
同空港は1956年、近隣のケンブリッジ飛行場に代わって州の随一の空港として開港した。それ以来数々の改装を重ね、滑走路の延伸、新ターミナル・ビルディングの建造、1986年の国際線ターミナル・ビルディングのオープンを行った。1988年同空港は民営化され、ホバート国際空港株式会社が所有している。2004年、増加する旅客に対応するため国内線ターミナルと駐車場の再開発が行われた。
ホバート国際空港ではカンタス航空、ヴァージン・オーストラリア、ジェットスターが直行便をメルボルン、シドニー、キャンベラ、ブリスベンなどの主要都市へ運航している。
1980年代以来、同空港には定期国際旅客線は就航していない (かつてニュージーランドのクライストチャーチ発着が有った) が、「ホバート国際空港」の公称は存続している。ときおりシンガポール航空の国際チャーター便が飛来する。国際線ターミナル・ビル、税関、出入国管理施設はその際に使用される。
オーストラリア南極局は同空港と南極大陸のケイシー基地間の輸送業務をスカイトレーダーズ社に委託している。
公共交通によるアクセスは、乗り合いバンとタクシーがある。

## 就航都市
| 航空会社                 | 就航地                                       |
| ------------------------ | -------------------------------------------- |
| カンタス航空             | メルボルン                                   |
| カンタスリンク           | シドニー                                     |
| バージン・オーストラリア | シドニー、ブリスベン、メルボルン、パース     |
| ジェットスター航空       | アデレード、ブリスベン、メルボルン、シドニー |